# جورج بوتير (سياسي)
جورج بوتير (بالإنجليزية: George Potter)‏ هو سياسي أسترالي، ولد في 28 نوفمبر 1883 في المملكة المتحدة، وتوفي في 10 ديسمبر 1945 في برث في أستراليا. حزبياً، نشط في Nationalist Party (Australia) ‏.